# John Young (astronaute)
Pour les articles homonymes, voir John Young et Young.
John Watts Young, né le 24 septembre 1930 à San Francisco, en Californie, et mort le 5 janvier 2018 à Houston, au Texas, est un ancien pilote d'essai de la United States Navy et astronaute de la NASA. Sa carrière est particulièrement riche puisqu'il est le premier homme au monde à effectuer respectivement cinq et six vols spatiaux, qui plus est sur trois générations de vaisseaux différentes (Gemini, Apollo et la navette spatiale), à chaque fois à deux reprises. En tant que commandant d'Apollo 16, il est le neuvième des douze hommes ayant foulé le sol lunaire en avril 1972 et il a en outre piloté la « Jeep » lunaire sur une distance de 27 km. Il sera ensuite choisi pour être le premier commandant du vol inaugural STS-1 de la navette spatiale américaine en 1981. Il devient également responsable du bureau des astronautes de 1974 à 1987, chargé notamment d'affecter les astronautes aux missions. Il prend sa retraite de la NASA en 2004 à 74 ans après 42 années d'activité dans le domaine spatial. Sa carrière reste toujours inégalée,  ayant accumulé plus de 15 000 heures de vol sur différents aéronefs et 835 heures de séjour dans l'espace.

## Biographie

### Formation et carrière dans l'Aéronavale américaine
John Young nait à San Francisco mais sa famille déménage à Cartersville en Géorgie alors qu'il a 3 ans, avant de s'installer de manière permanente à Orlando en Floride. Lycéen, il se passionne pour l'aéromodélisme. Il obtient en 1952 un diplôme d'ingénieur aéronautique avec mention très bien du très réputé et prestigieux Georgia Institute of Technology.
Il s'engage ensuite dans la marine de guerre américaine en pleine guerre de Corée où il sert d'abord comme officier de tir sur un destroyer. Il se fait notamment remarquer pour la bonne précision de ses tirs ainsi que sa sérénité incroyable même lors de situation critiques. Il suit ensuite une formation de pilote d'avion de chasse en 1953 au centre d'entrainement de la Navy à Pensacola (Floride) puis à Corpus Christi au Texas. Il vole dans une escadrille de Cougar et de Crusader embarqué sur un porte-avions durant quatre ans où il est distingué par ses pairs pour ses capacités de pilote et son assurance.
Young suit ensuite une formation de pilote d'essais en 1959. Durant trois ans, il travaille sur l'évaluation des systèmes d'armes des Crusader et Phantom. En 1962, il établit un nouveau record de vitesse ascensionnelle à 3 000 et 25 000 mètres à bord d'un chasseur Phantom. Il prend sa retraite de la marine (alors qu'il est à la NASA) en septembre 1976 avec le rang de captain (équivalent de colonel) et 25 ans d'activité,.

### Carrière à la NASA
En 1962, John Young est contacté par l'astronaute Deke Slayton et sélectionné dans le 2e groupe d'astronautes par la NASA.

#### Programme Gemini

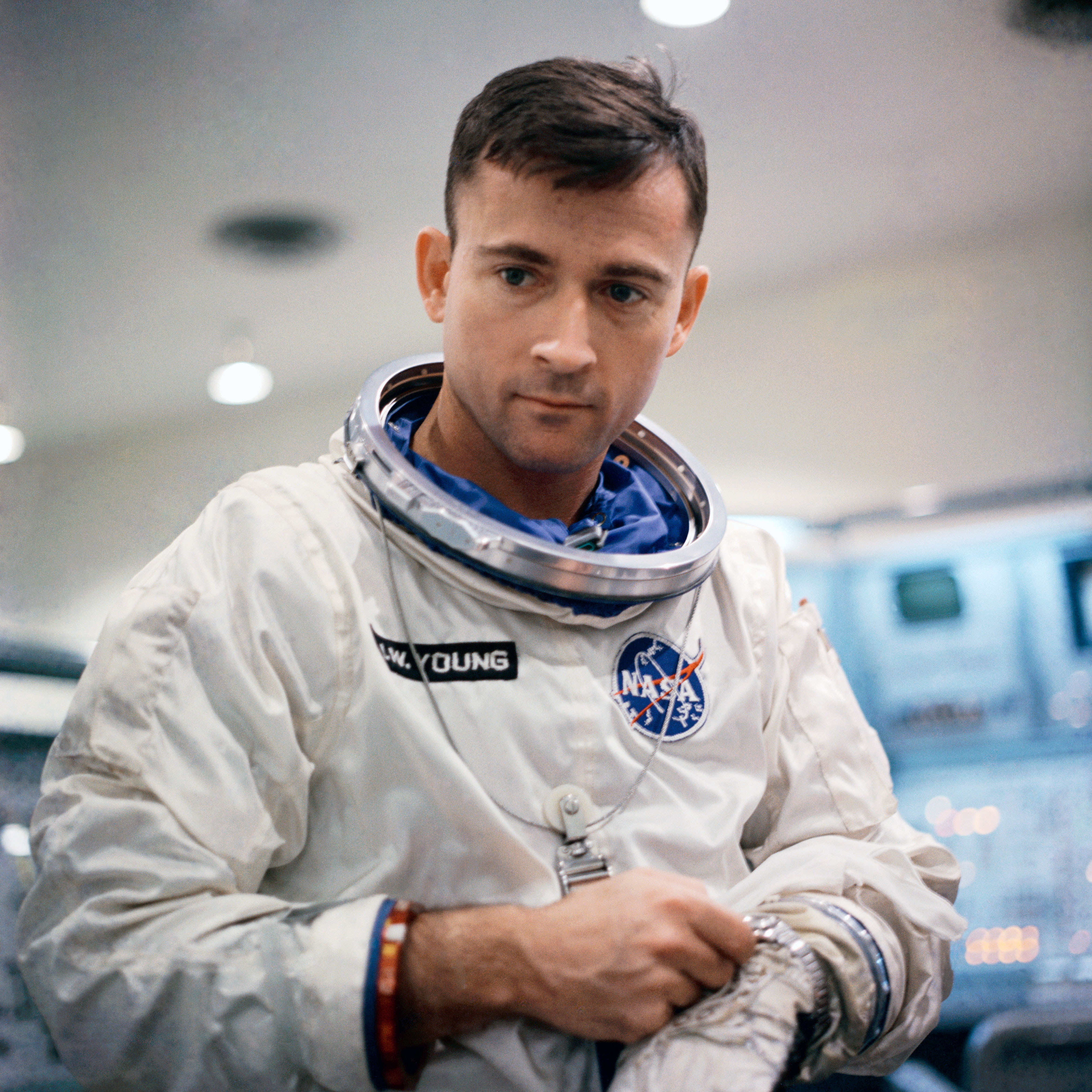
Young, âgé de 34 ans, pilote de Gemini 3.

Le 23 mars 1965, il est le premier astronaute de son groupe à être sélectionné pour une mission : il remplace Thomas Stafford, pilote de Gemini 3, car Alan Shepard, le commandant prévu à l'origine est cloué au sol pour raison médicale. Dans le cadre de cette mission, il réalise le premier vol habité du programme Gemini avec Virgil Grissom. L'objectif est de valider le fonctionnement du nouveau vaisseau spatial notamment en utilisant ses propulseurs pour modifier l'orbite. Le vaisseau amerrit 4 heures et 52 minutes après le décollage et après avoir parcouru trois orbites. Durant le vol, Young, facétieux, consomme un sandwich au corned-beef emporté en cachette, ce qui lui vaut d'être réprimandé.
Malgré cet incident, la NASA lui confie le commandement de la mission Gemini 10 avec comme coéquipier Michael Collins. Lancé le 18 juillet 1966, l'équipage parvient à effectuer successivement deux rendez-vous spatiaux en s'arrimant à chaque fois à un véhicule cible Agena différent. La dernière, lancée plusieurs mois plus tôt, n'avait plus d'électricité ; l'équipage testa donc sa capacité à effectuer un rendez-vous avec un véhicule passif. Collins effectua également deux sorties extravéhiculaires.

#### Programme Apollo

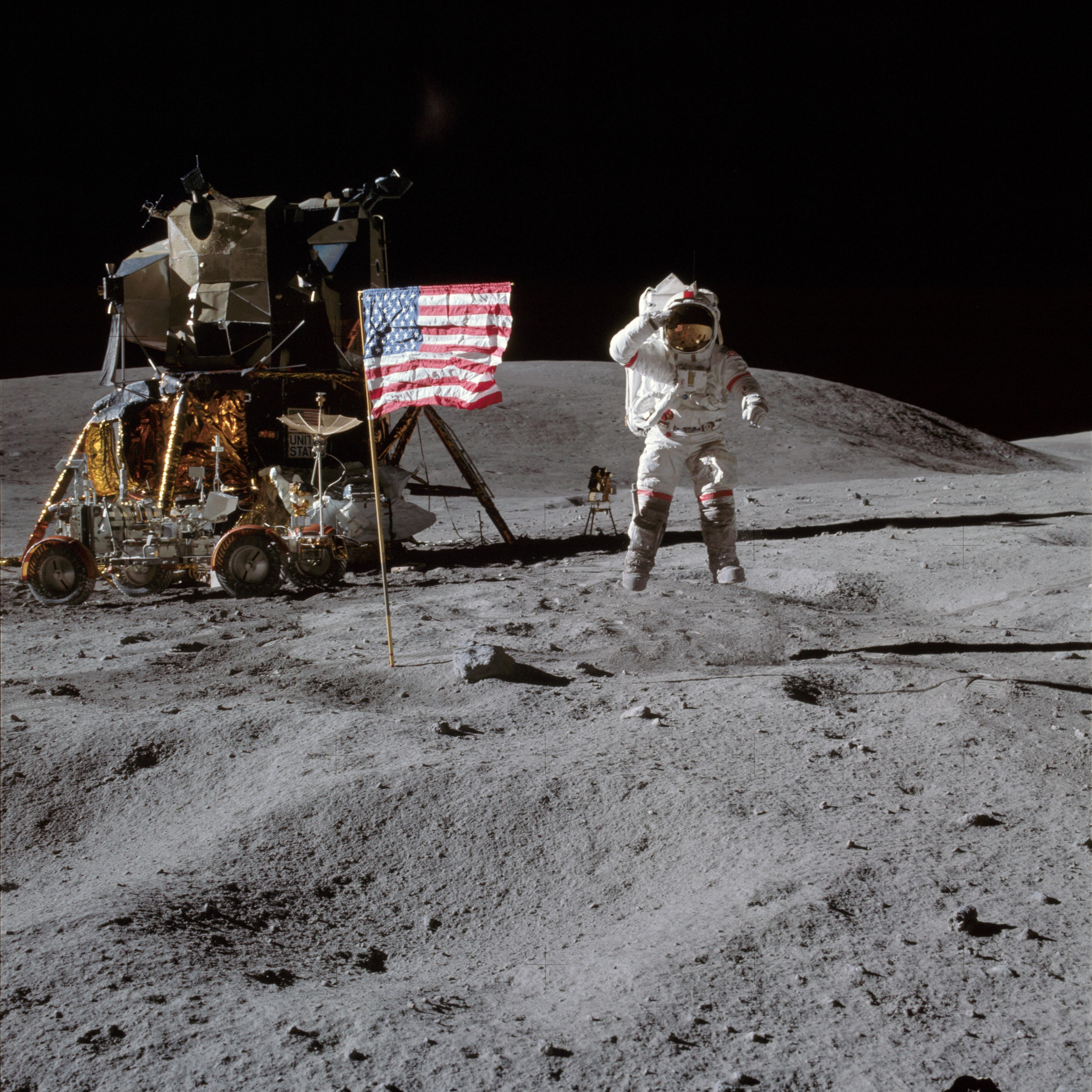
John Young salue le drapeau des États-Unis lors de la mission Apollo 16.

John Young est choisi comme pilote du module de commande de la mission Apollo 10, lancée le 18 mai 1969. Celle-ci constitue une répétition générale d'Apollo 11 qui sera la première mission à se poser sur la Lune. Au cours du vol, le module lunaire piloté par Eugene Cernan et Thomas Stafford réalise la première partie de la descente vers la lune et ne remonte qu'après s'être approché de 15 kilomètres de sa surface. Young fait ensuite partie de l'équipage de réserve d'Apollo 13 et, à ce titre, joue un rôle important dans la mise au point de la solution permettant de ramener l'équipage en perdition après l'explosion d'un réservoir d'oxygène.
Par le jeu des rotations des équipages, Young est nommé commandant du vol Apollo 16. La mission est lancée le 16 avril 1972. Young et Charles Duke allunissent à bord du module lunaire Apollo tandis que Ken Mattingly reste en orbite. Les deux astronautes séjournent 71 heures sur le sol lunaire au cours desquelles ils effectuent trois sorties extra-véhiculaires d'une durée totale de 20 heures et 41 minutes. Circulant à bord du rover lunaire, les deux hommes explorent plusieurs sites situés dans les monts Descartes (mer des Pluies). À l'issue de leur séjour sur la Lune, Young et Duke ont collecté 96 kg de roches lunaires. Les géologues avaient émis l'hypothèse que le site exploré par les astronautes était antérieur à l'impact météoritique à l'origine de la mer des Pluies et avait une origine volcanique. Les  échantillons ramenés par les astronautes démontrèrent que cette hypothèse était erronée. Apollo 16 amerrit dans l'océan Pacifique le 27 avril en ayant rempli les objectifs assignés à la mission.

#### Navette spatiale américaine et autres fonctions

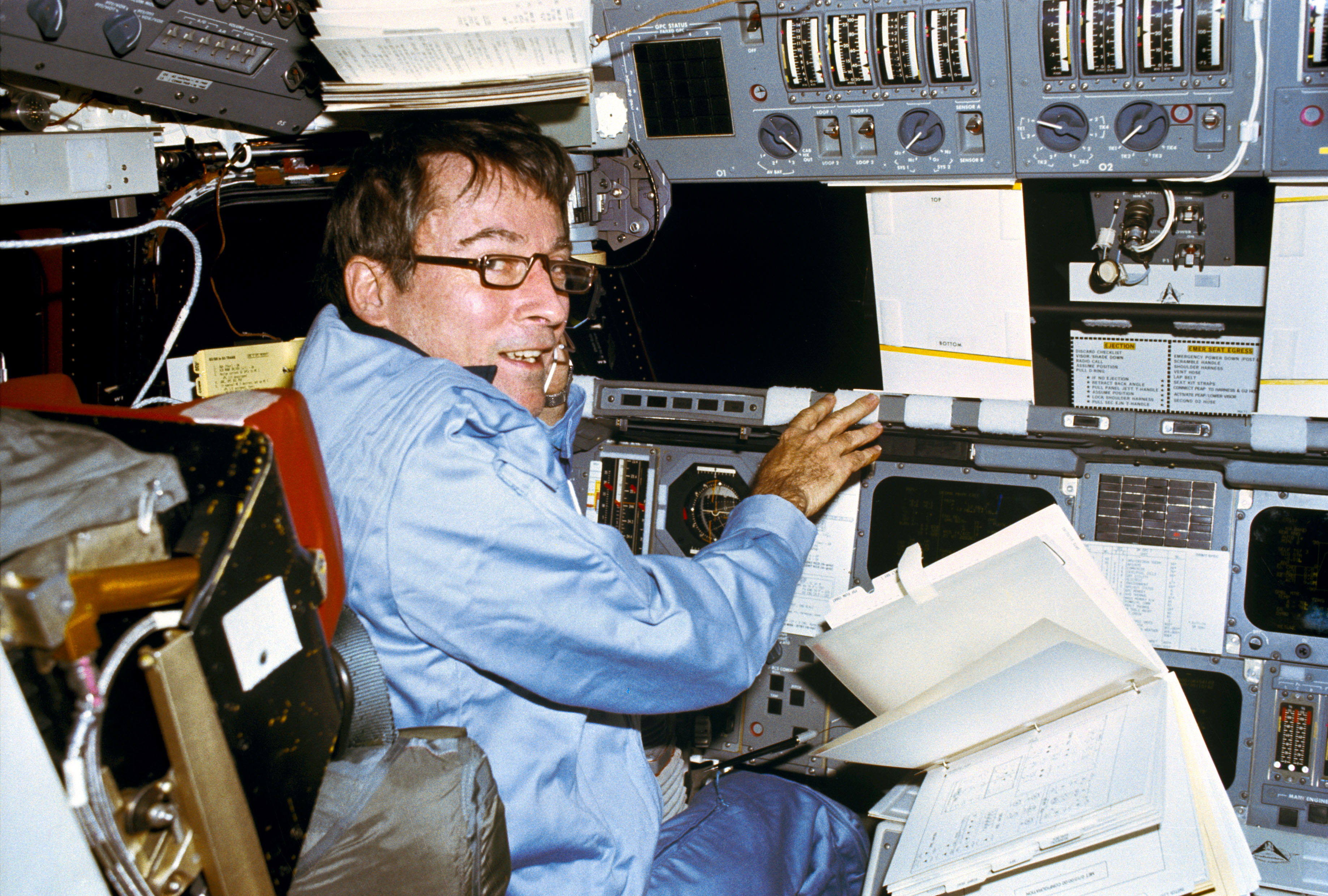
Aux commandes de la navette spatiale durant la mission STS-1.

À compter de janvier 1973, Young est nommé responsable de la branche du bureau des astronautes liée à la navette spatiale américaine et participe à ce titre à la conception de cet engin révolutionnaire. En janvier 1974, il prend la direction du bureau des astronautes. Il est responsable de la coordination, de la planification et du contrôle des activités des astronautes. À ce poste, il joue un rôle important dans la constitution des équipages chargés d'effectuer les missions spatiales. Il s'implique également dans la mission russo-américaine Apollo-Soyouz avant d'être finalement choisi pour commander le premier vol orbital de la navette spatiale américaine dont l'objectif est d'évaluer en vol le comportement. Celle-ci n'a jusque-là effectué que des vols atmosphériques planés. La mission STS-1 est lancée le 12 avril 1981. Young et son coéquipier Robert Crippen testent en orbite l'ensemble des mécanismes d'ouverture et de fermeture des portes du compartiment cargo, les moteurs-fusées utilisés pour les manœuvres orbitales ainsi que le système de guidage et de navigation. La navette atterrit correctement sur la base Edwards un peu moins de deux jours après avoir décollé.
L'astronaute effectue un dernier vol en tant que commandant de la mission STS-9. Lancée le 28 novembre 1983, la navette, qui emporte le laboratoire spatial Spacelab, est dédiée à la réalisation d'expériences scientifiques.
John Young devait effectuer un septième vol à bord de la navette spatiale chargée de placer en orbite le télescope spatial Hubble. La destruction en vol de la navette spatiale Challenger en 1986 entraîne un long report de ce vol auquel il ne participe finalement pas. Young s'implique toutefois dans 25 des missions de la navette spatiale.
De 1987 à 1996, il est l'assistant du directeur du centre spatial Johnson pour l'ingénierie, les opérations et la sécurité. En 1996, il devient directeur associé (technique) pour tous les programmes et activités de la NASA qui se déroulent au centre spatial Johnson.

### Retraite
John Young quitte l'agence spatiale en décembre 2004, à 74 ans, le 7 décembre 2004 après avoir effectué une carrière d'une longueur exceptionnelle à la NASA (42 ans). Il est longtemps resté l'homme ayant effectué le plus de missions dans l'espace (sept vols en six missions). Quatre autres Américains et un Russe l'ont égalé depuis et deux autres astronautes (Jerry Ross et Franklin Chang-Diaz) ont effectué sept missions. Malgré son départ, il continue de participer durant plusieurs années aux réunions du bureau des astronautes qui ont lieu le lundi matin. En 2012, il publie son autobiographie Forever Young dont le titre constitue un jeu de mots sur son patronyme (en français toujours jeune). Il meurt le 5 janvier 2018 à Houston, à l'âge de 87 ans, des suites d'une pneumonie,.

### Vie privée
John Young a été marié deux fois. La première fois avec Barbara White de Savannah en Géorgie avec laquelle il a deux enfants : Sandra et John. Ils divorcent en 1976 au bout de 16 ans de mariage. Il se remarie ensuite avec Susy Feldman. Il a vécu jusqu'à sa mort à El Lago dans la banlieue de Houston (Texas) (ville qui abrite le centre spatial de la NASA dédié aux missions avec équipage).

## Personnalité
Young a joué un rôle central dans les succès de l'agence spatiale américaine qui lui a souvent confié les tâches les plus délicates de son programme. Il a ainsi effectué le premier vol du programme Gemini qualifiant le nouveau vaisseau spatial. Son deuxième vol à bord de ce vaisseau a permis pour la première fois d'effectuer et de valider l'amarrage entre deux vaisseaux spatiaux, étape cruciale pour le déroulement des missions du programme Apollo. Sur Apollo 10, Young devient le premier homme à orbiter seul autour de la lune et effectue le premier arrimage en orbite lunaire. Lorsqu'il a fallu effectuer le premier vol de la navette spatiale américaine, une mission comportant de nombreuses premières et pleine de dangers, la NASA s'est une nouvelle fois tournée vers Young.
L'homme était réputé à la fois pour sa capacité à résoudre les problèmes techniques les plus complexes et son sang-froid dans les situations les plus dangereuses. Au moment du décollage de l'énorme fusée Saturn V l'emportant pour la mission Apollo 16, alors que le pouls de son coéquipier Charlie Duke était monté à 144, celui de Young était resté à 70. Méticuleux, il était particulièrement vigilant sur tout ce qui avait trait à la sécurité des équipages, n'hésitant pas à s'opposer sur le sujet à la hiérarchie de la NASA. C'était un fervent partisan des missions d'exploration humaine à destination des autres planètes du système solaire.

## Honneurs
L'astéroïde (5362) Johnyoung a été nommé en son honneur.

## Galerie

Missions spatiales de Young
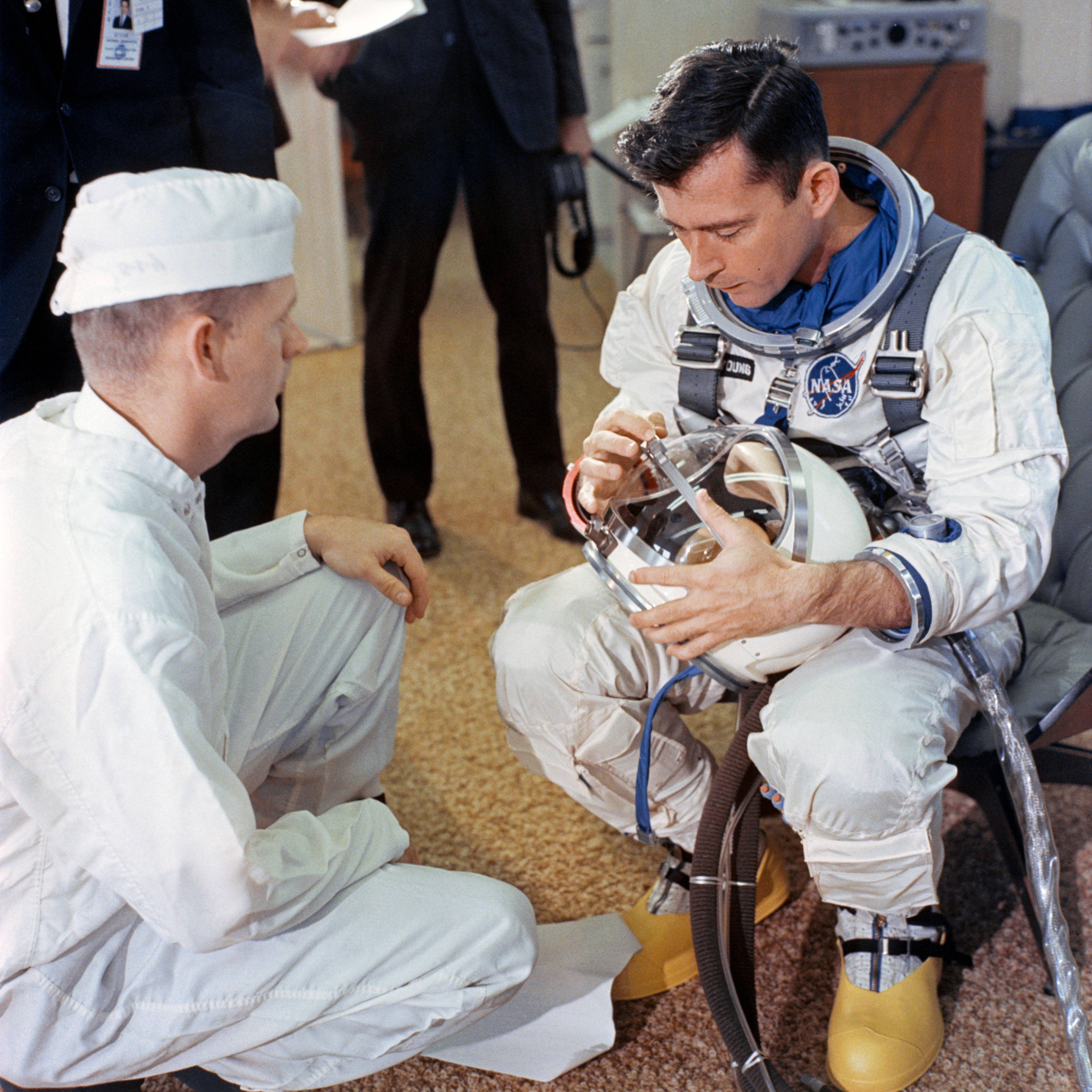
Young inspecte son casque avant la mission Gemini 3.
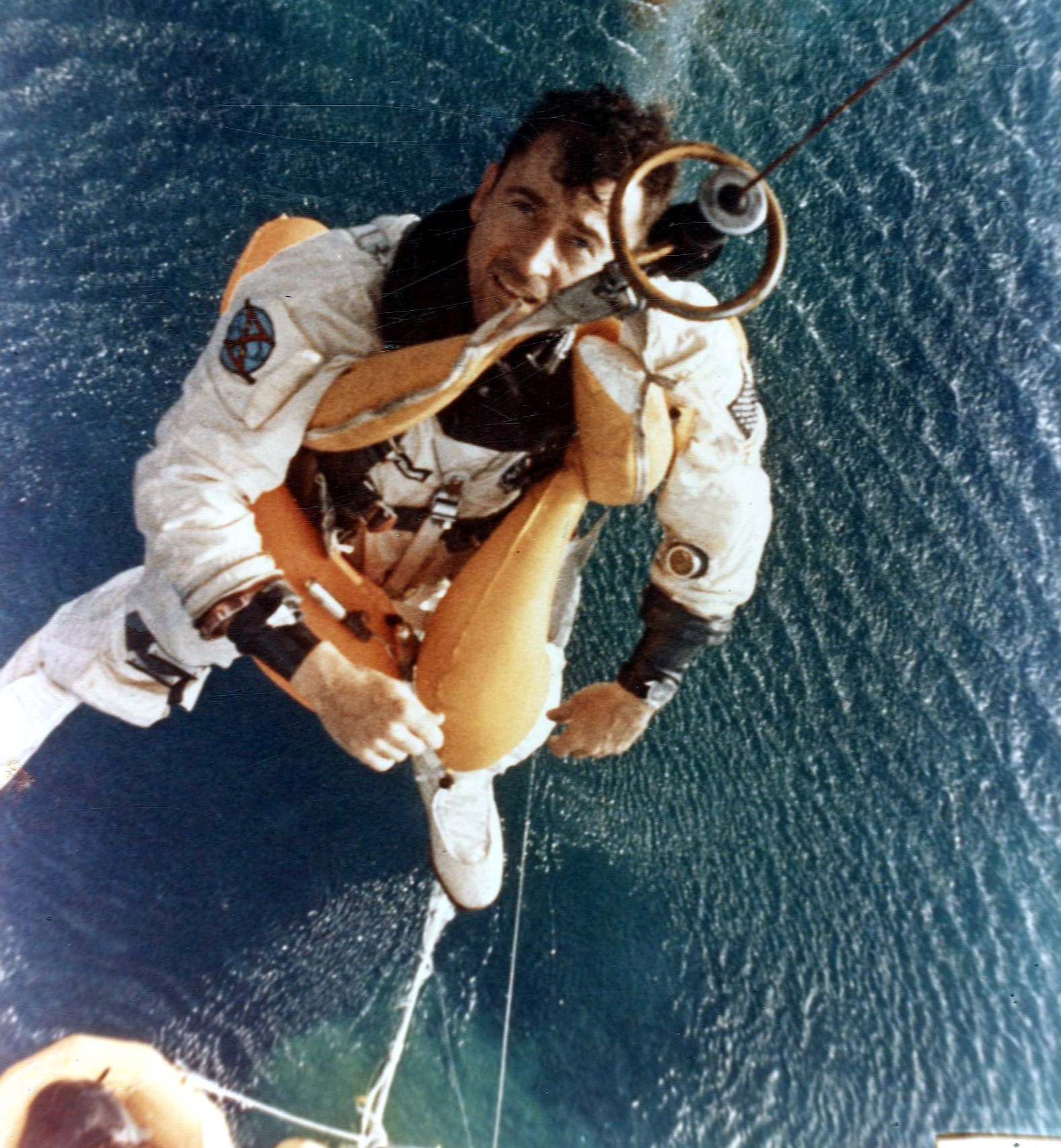
Young dont la capsule vient d'amerrir est hélitreuillé à l'issue de la mission Gemini 10.
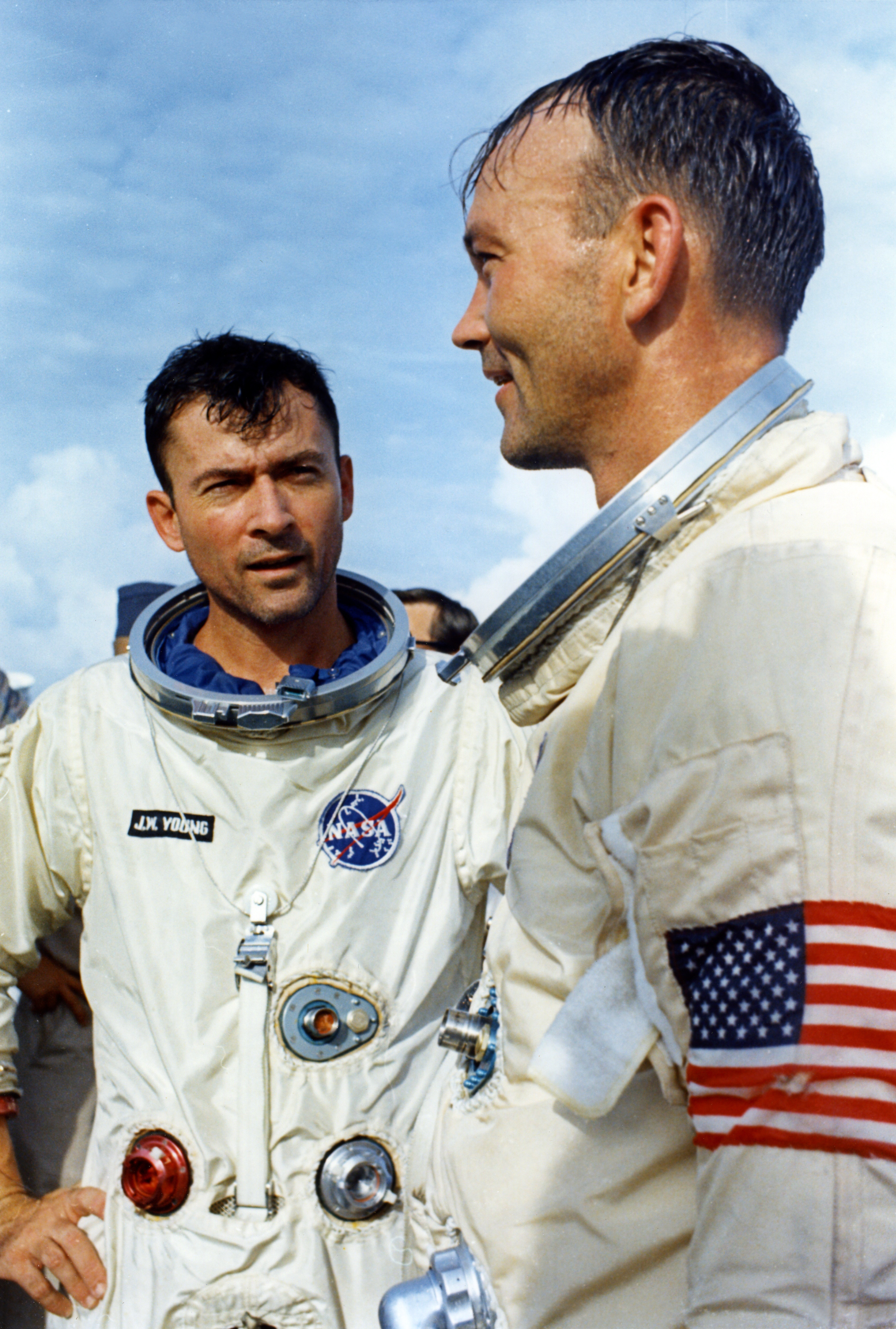
Young (à gauche) et Michael Collins sur le pont du navire qui les a récupérés après la mission Gemini 10.
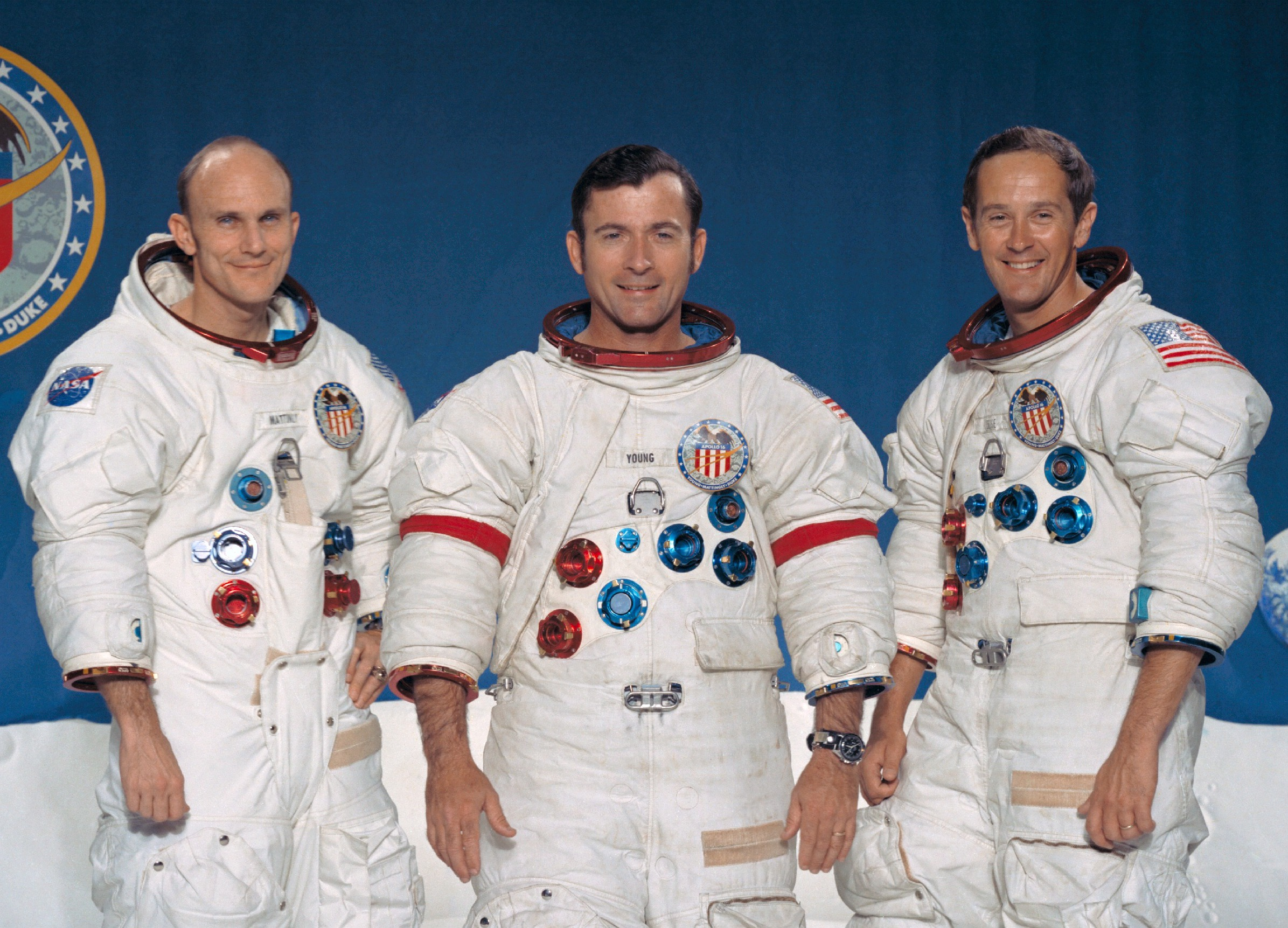
L'équipage d'Apollo 16 : Young est au centre.
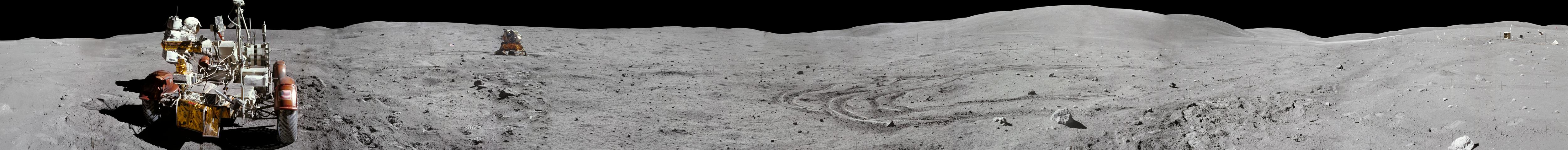
Young durant sa deuxième sortie extravéhiculaire sur le sol lunaire (Apollo 16) : de gauche à droite : John et le rover lunaire, le module lunaire Apollo, les reliefs Smoky Mountain et Stone Mountain et à l'extrême droite l'ensemble instrumental ALSEP.
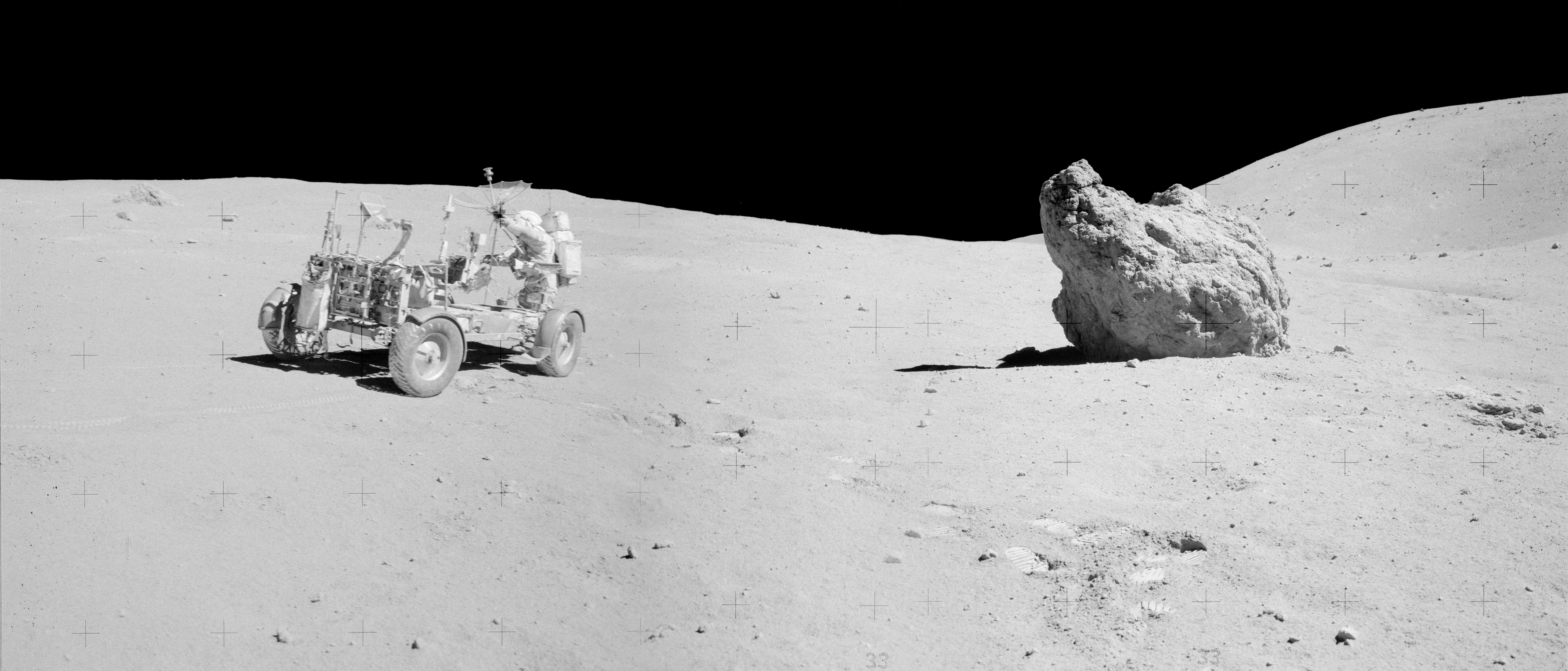
Mission Apollo 16 : durant sa troisième sortie sur le sol lunaire, John Young modifie l'orientation de l'antenne installée sur le rover lunaire.